# Lưỡi cọp đỏ
Lưỡi cọp đỏ (danh pháp khoa học: Ardisia mamillata) là một loài thực vật có hoa trong họ Anh thảo. Loài này được Hance mô tả khoa học đầu tiên năm 1884.